# United States Agency for International Development
Die United States Agency for International Development (USAID, zu deutsch ‚Behörde der Vereinigten Staaten für internationale Entwicklung‘) war eine Behörde der Vereinigten Staaten für Entwicklungszusammenarbeit. Die unabhängige Behörde mit Sitz in Washington, D.C. (Ronald Reagan Building) koordinierte im Bereich der Entwicklungszusammenarbeit die gesamten Aktivitäten der Außenpolitik der Vereinigten Staaten. Das Akronym der Behörde, das zum Beispiel auch auf ihren Flugzeugen zu sehen ist, setzte sich zusammen aus US für United States und englisch AID ‚Hilfe‘.
USAID beteiligte sich an der Außenpolitik der Vereinigten Staaten in den Bereichen:
- Wirtschaftswachstum, Landwirtschaft und Handel
- Gesundheitspolitik, insbesondere Familienplanung[1] und reproduktive Gesundheit,[2] da die USAID als wesentliche Organisation zu einem „population éstablishment“ (Bevölkerungseinrichtung) gezählt werden kann.[3][4]
- Demokratie und Stärkung der Zivilgesellschaft
- Privatisierung des öffentlichen Sektors[5] und auf globale Marktöffnung zielende Reformen[6][7]
- Katastrophenhilfe[8]
- und – vor allem in Lateinamerika – durch die Verbrechens- und Drogenbekämpfung (“combatting the drug trade”) und Schaffung „sicherer Zonen“.[9][10]

USAID arbeitet in vier Regionen der Welt:
- Subsahara-Afrika (Schwerpunkt ist hier Kenia)
- Asien und Naher Osten (z. B. Ägypten[7], palästinensische Gebiete, Irak, Afghanistan, Pakistan[11])
- Lateinamerika (Schwerpunkte El Salvador u. a.) und Karibik
- Transformationsländer Europas und Eurasiens (vor allem in der Ukraine, in Moldawien[6], Bulgarien, Rumänien, Makedonien, Albanien, Litauen, Georgien, Armenien, Kirgisistan und den anderen Staaten des Silk Road Corridor)[12].

Auf dem Umweltgipfel in Rio de Janeiro 1992 nahmen die Teilnehmerstaaten ein Programm in die Agenda 21 auf, das ein Hilfsmittelziel von 0,7 % des Bruttosozialproduktes für reiche Nationen einschloss. Das Niveau der US-Auslandshilfe unterschreitet dieses Ziel, sie wendet z. Zt. ungefähr 0,1 % des Bruttosozialprodukts für die Entwicklungszusammenarbeit auf. Absolut gesehen wurden die Vereinigten Staaten der weltweit größte Geber an ökonomischen Hilfsmitteln.
2025 beschloss Präsident Trump eine drastische Kürzung der Ausgaben und des Personalumfangs von USAID; Ende März wurde die komplette Auflösung der USAID angekündigt. Am 1. Juli 2025 wurde die Behörde geschlossen.

## Geschichte

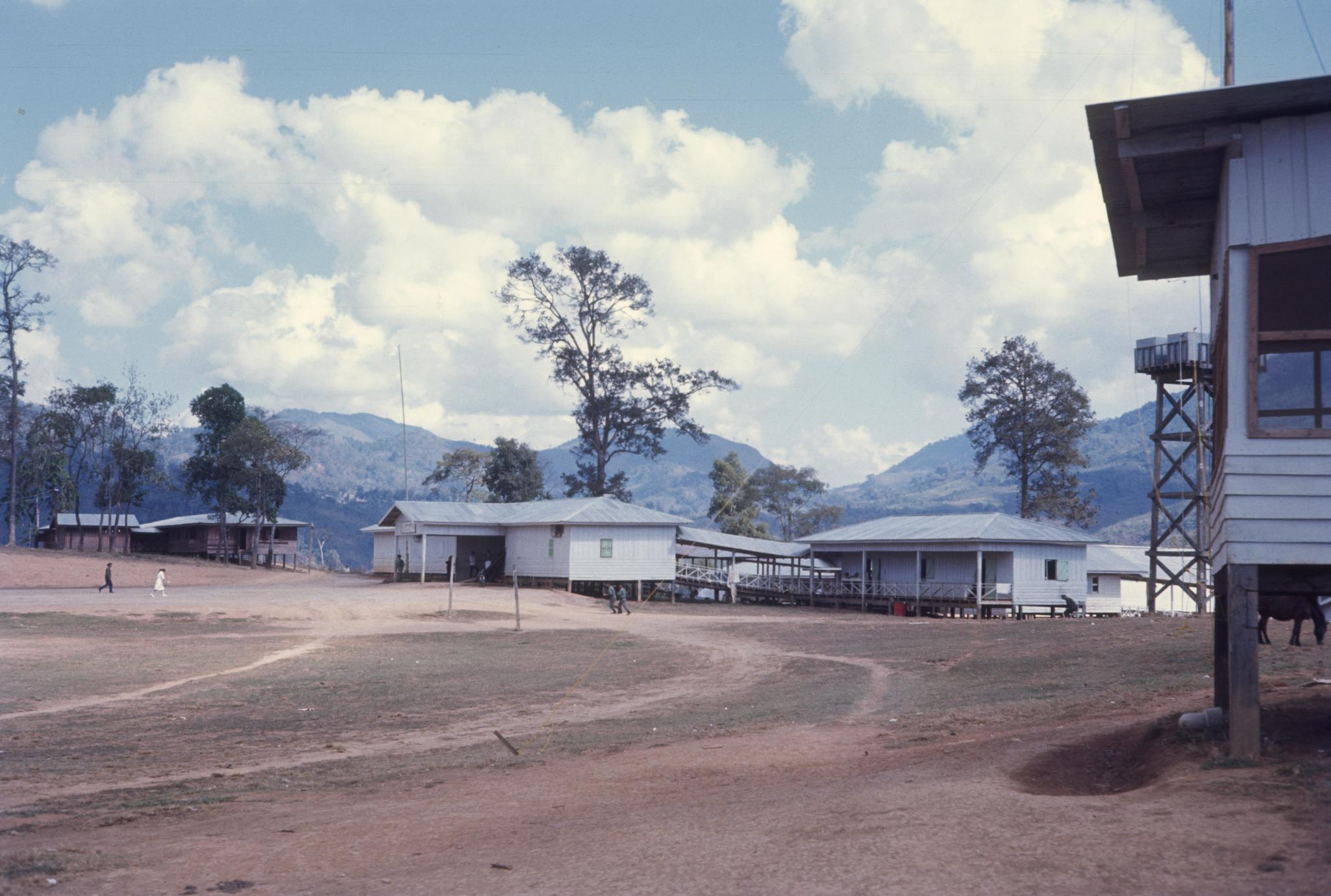
Krankenhaus in Sam Thong. In Sam Thong befand sich das regionale Hauptquartier der USAID

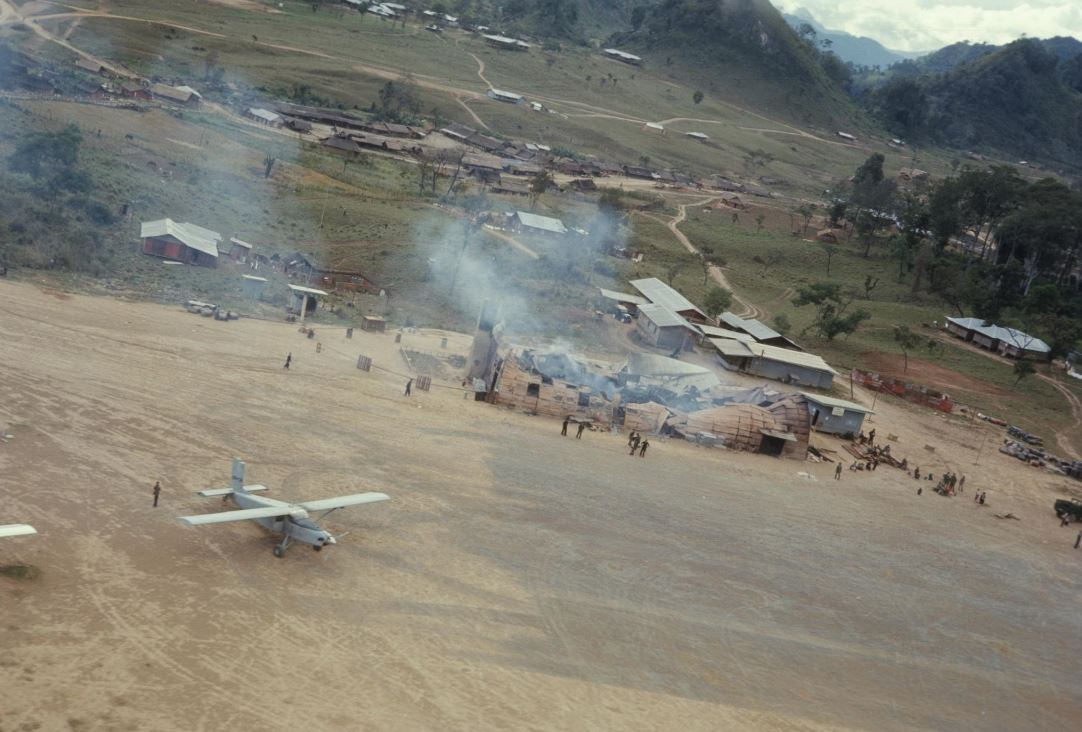
Flugpiste von Sam Thong (Landing Strip 20 oder kurz LS20). Die USAID ließ dutzende temporäre Flugplätze anlegen, welche auch militärisch genutzt wurden.

Der Ursprung der Organisation geht auf den Marshallplan für Europa nach dem Zweiten Weltkrieg und Präsident Trumans Point-IV-Programm zurück. Im September 1961 unterzeichnete Präsident John F. Kennedy den Foreign Assistance Act, gefolgt von einem emotionalen Appell vor der UN für eine United Nations Decade of Development; durch seine Verordnung vom November 1961 wurde USAID eine autarke – wenn auch politiknahe – Organisation. Anders als die meisten europäischen Organisationen der Entwicklungszusammenarbeit untersteht sie aber den Weisungen des Außenministeriums der Vereinigten Staaten.
Dem USAID wurde auch das Office of Public Safety (OPS) eingegliedert, eine bereits 1957 unter US-Präsident Dwight D. Eisenhower gegründete Organisation zur Ausbildung von Polizeikräften aus Entwicklungsländern, vor allem in Mittelamerika, Südamerika und Asien. Tatsächlich wurde das Office of Public Safety von der CIA betrieben und beschuldigt, in repressive Polizeiaktionen gegen Oppositionelle in mittel- und südamerikanischen Ländern verwickelt zu sein. Das OPS wurde 1974 vom US-Kongress aufgelöst. Ein Geiselopfer wurde 1970 in Uruguay der US-Polizist Daniel A. Mitrione.

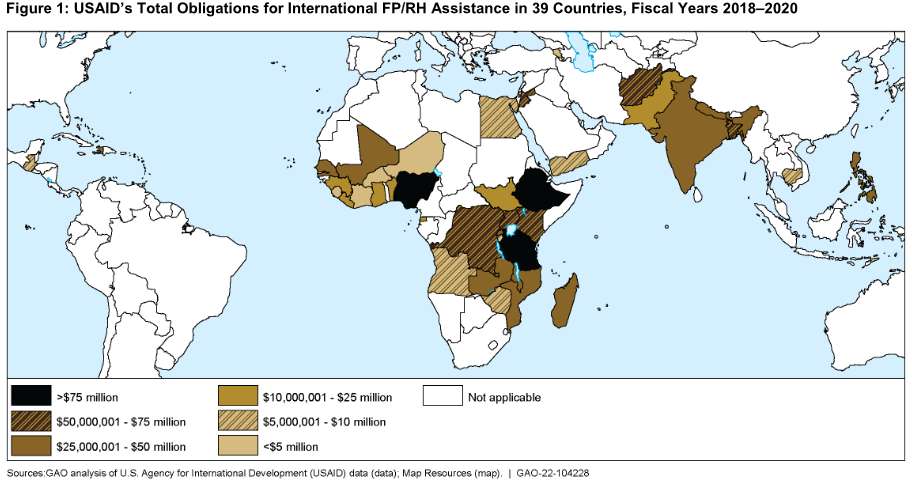
USAID-Engagement in 39 Ländern zu Familienplanung/reproduktive Gesundheit (Fiskaljahre 2018–20)

Seit 1965 finanzierte USAID Bevölkerungsprogramme (Familienplanung bzw. reproduktive Gesundheit). Die US-amerikanische Außenpolitik wandte sich damit 1965/66 der Geburtenkontrolle (Birth Control) zu.
Das USAID war stark im Vietnam-Krieg involviert. Offiziell war USAID der größte Kunde von Air America und anderer von der CIA kontrollierter Fluggesellschaften. USAID engagierte sich in Laos und unterstützte die Hmong-Einheiten in ihrem Kampf gegen die Pathet Lao. Der USAID-Mitarbeiter Pop Buell war einer der wichtigsten Akteure im geheimen Krieg der CIA gegen den Kommunismus in Laos. USAID organisierte die Versorgung der CIA-Hilfstruppen und betrieb Krankenhäuser in der Konfliktregion. Ohne diese Hilfe hätten die Hmong-Kämpfer ihre Positionen nicht halten können. USAID unterstützte die Truppen des Generals Vang Pao. Die von USAID gecharterten Hubschrauber und Flugzeuge beförderten nicht nur Hilfsmaterial und Lebensmittel, sondern auch Waffen und Munition an die Kämpfer. Ebenso übernahmen sie Erkundungsflüge und dienten als Forward Air Controller für Bombenabwürfe für die US-Luftwaffe. Auch die Verlegung von Truppen übernahmen diese privaten Fluggesellschaften mit ihren Hubschraubern und Flugzeugen. Das Hauptquartier der USAID befand sich in Sam Thong, rund 200 Kilometer nördlich der Hauptstadt Vientiane.
Indirekt war USAID am Drogenschmuggel beteiligt, da sich die Milizen oft durch die Opium- und Heroinproduktion finanzierten. In der Hmong-Kultur spielte Opium eine große Rolle, es war eines der wenigen in den Bergen abbaubaren Landwirtschaftsprodukte. Die einzige Möglichkeit zum Transport waren Hubschrauber und STOL Flugzeuge. Von USAID kontrollierte Hubschrauber und Flugzeuge brachten das Heroin von den Dörfern in den Bergen zum Militärflugplatz Long Tieng und außer Landes. Nach dem Krieg unterstützte die USAID die Flüchtlinge weiter.
Seit 2005 engagierte sich USAID gegen drohende Pandemien (siehe Emerging Pandemic Threats Programme [EPT]).

### Einstellung unter Präsident Trump 2025
Präsident Trump unterzeichnete am 20. Januar 2025, dem ersten Tag seiner zweiten Amtszeit, zahlreiche Executive Orders. In einer davon ordnete er die Aussetzung sämtlicher Entwicklungshilfemaßnahmen für 90 Tage an. In dieser Zeit müsse geprüft werden, ob die Programme effizient seien und mit der Außenpolitik der Vereinigten Staaten im Einklang stünden.
Am 3. Februar 2025 wurde Außenminister Marco Rubio zum amtierenden Administrator von USAID ernannt. Als solcher erklärte er die Absicht der Regierung Trump II, eine signifikante Anzahl an Stellen zu streichen und die Behörde vollständig in das Außenministerium einzugliedern.
Danach solle USAID von 10.000 vorhandenen Stellen auf ca. 300 Stellen reduziert werden.
Zwei US-Arbeitnehmervertretungen verklagten die Trump-Regierung in der Auffassung, dass der Personalabbau und die Kündigung internationaler Hilfsverträge verfassungswidrig seien und gegen den Grundsatz der Gewaltenteilung verstießen. Nur der US-Kongress sei befugt, USAID aufzulösen.
Am 10. März 2025 gab Außenminister Rubio via X bekannt, dass 83 % der USAID-Verträge gekündigt werden. Den Rest werde fortan das US-Außenministerium verwalten. Eine weitere Folge davon ist die Streichung von Forschungsaufträgen bei US-Hochschulen: Die Johns-Hopkins-Universität musste wegen der reduzierten Bundeszuwendungen mehr als 2000 Mitarbeiter (etwa in der medizinischen Forschung) entlassen. Am 18. März 2025 erklärte ein Bundesrichter aus Maryland die Maßnahme für „wahrscheinlich in mehrfacher Hinsicht“ verfassungswidrig und untersagte in einer einstweiligen Verfügung eine Fortsetzung. 
USAID stellte am 1. Juli 2025 seine Arbeit ein. Dies wurde kritisiert. Eine Prognose geht bis 2030 von 14 Millionen verfrühten Todesfällen weltweit durch Einstellung des Programms aus.
Das Einfrieren der Zahlungen der Entwicklungshilfebehörde USAID durch die US-Regierung unter Donald Trump 2025 nütze nach einer internen Analyse des deutschen Bundesentwicklungsministeriums (BMZ) insbesondere der Volksrepublik China und Russland. China könnte teilweise „nicht nur in das politische, sondern auch das finanzielle Vakuum vordringen, welches die USA in der internationalen Zusammenarbeit hinterlässt“, warnte das BMZ.

## Budget

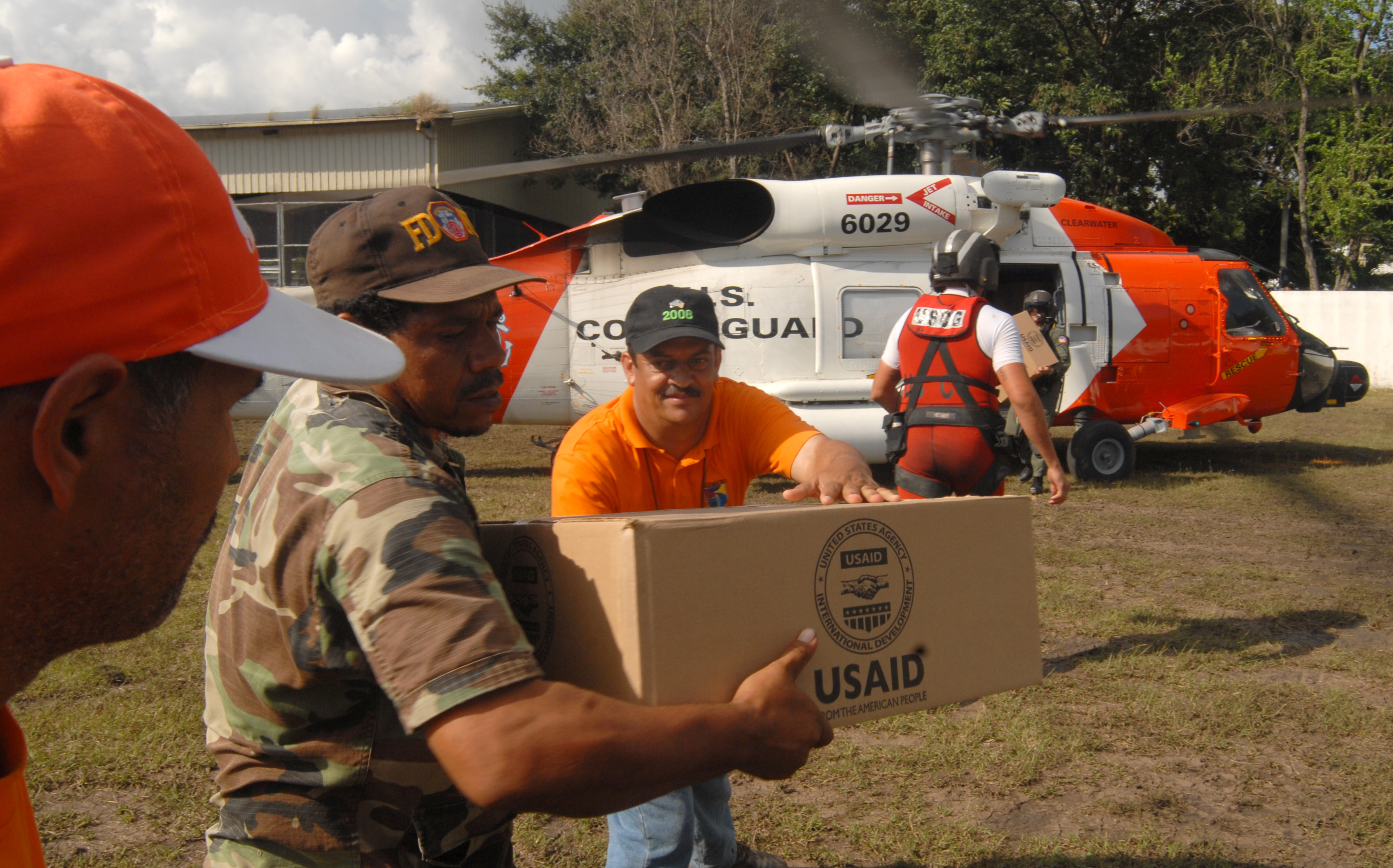
USAID-Pakete werden von Angehörigen der US Coast Guard transportiert

Barack Obama US-Präsident von Januar 2009 bis Januar 2017, beantragte für 2014 ein USAID-Budget von 20,4 Milliarden US-Dollar. was aber nur einen Teil der vom US-Außenministerium gesteuerten Auslandshilfe darstellte, die im Budgetentwurf für 2012 mit 47 Milliarden US-Dollar veranschlagt war. Ein großer Teil des Auslandshilfe-Budgets des US-Außenministeriums wurde damals für die Mitarbeiter und für große Repräsentanzen von USAID ausgegeben, die diplomatischen Status genossen.

Im Jahr 2016, dem letzten Jahr der zweiten Obama-Regierung, hatte USAID ein Budget von 27,2 Milliarden US-Dollar.
Am 20. Januar 2017 wurde Donald Trump erstmals US-Präsident. Trump warf USAID während des Wahlkampfes vor der US-Präsidentschaftswahl 2020 Ineffektivität vor und drohte, das Budget für das Jahr 2020 um 2 bis 7 Mrd. US-Dollar zu kürzen, weil die Grenzsicherung an der Grenze zwischen den USA und Mexiko Vorrang habe. 2 Mrd. US-Dollar wurden vorab gesperrt.
USAID hatte im Jahr 2024 (dem letzten Jahr der Präsidentschaft von Joe Biden) ein Budget von 42,8 Milliarden US-Dollar (rund 41,9 Milliarden Euro). Hauptempfänger der gewährten Hilfen waren 2023 die Ukraine, Äthiopien und Jordanien.
Jordanien nahm seit dem Beginn des Syrischen Bürgerkriegs im März 2011 besonders viele syrische Flüchtlinge auf.

## Rolle der USAID in der Außenpolitik
Die Länderauswahl der USAID-Förderung folgt offiziell klar definierten makroökonomischen Kriterien, führt jedoch aus Sicht der deutschen Außenpolitik zu widersprüchlichen Ergebnissen. Dazu analysierte der Politikwissenschaftler Paul Kevenhörster im Jahr 2000 (Januar 1993 bis Januar 2001 amtierten US-Präsident Bill Clinton und sein Kabinett), dass „trotz der formalen Strenge und methodischen Stringenz der Selektionskriterien ein erheblicher politischer Gestaltungsspielraum“ bestehe: Die Einbeziehung der Gruppe der Länder mit niedrigem mittleren Einkommen ermögliche „die Berücksichtigung strategisch wichtiger Partnerländer wie Ägypten, Jordanien und Südafrika“. Die Projekte würden „in der Praxis nicht nur genuin entwicklungspolitischen Maßstäben folgen […] sondern auch den außenpolitisch-strategischen Interessen der Vereinigten Staaten.“
Der Selektionsprozess sei in „bemerkenswertem Umfang“ politisiert.
Obwohl der US-Kongress forderte, dass USAID außer in Ländern mit hohen Sicherheitsrisiken nicht in US-Botschaften residieren sollte, um den Anschein einer zu starken Verquickung mit der Außenpolitik zu vermeiden, nutzt USAID die Botschaftsgebäude in vielen Fällen (z. B. die Botschaft der Vereinigten Staaten in Kiew in der Ukraine). USAID-Mitarbeiter mit US-Staatsbürgerschaft gelten als Foreign Service Officers.

## Gebundene Hilfe
Der Buy American Act schreibt vor, dass die US-amerikanische Auslandhilfe vorzugsweise zum Kauf von Waren und Dienstleistungen führen soll, die in den USA her- bzw. bereitgestellt wurden (sog. tied aid – was meist ungenau mit ‚Lieferbindung‘ übersetzt wird). US-Transportfirmen sollen die Hilfe ausliefern, auch technische Hilfe habe durch US-Experten zu erfolgen. Diese Politik wird von der US-amerikanischen Entwicklungsagentur USAID im Unterschied zu europäischen Einrichtungen der Entwicklungszusammenarbeit, die seit den 1990er-Jahren weitgehend darauf verzichtet haben, strikt befolgt. Die USA veröffentlichen auch – anders als viele andere Nationen – keine Informationen über den Grad ihrer Lieferbindung. Der Anteil wird jedoch auf 70 % geschätzt. Die Lieferbindung betrifft z. T. auch einfachste Gegenstände des täglichen Bedarfs. Aber auch evangelikale, in der Mission tätige US-Organisationen wie zum Beispiel World Vision erhalten finanzielle Mittel.

## Spezielle Programme

### Mitgliedschaft in der International Diaspora Engagement Alliance
USAID ist Mitglied der International Diaspora Engagement Alliance (IdEA) und fördert zahlreiche Organisationen von Migranten (Expats), die in den USA in der Diaspora leben, z. B. Organisationen ukrainischer, albanischer und kosovarischer Migranten, deren in den USA qualifizierte Mitglieder eine wichtige Rolle beim Austausch der Eliten in den Empfängerländern von USAID-Hilfe spielen (Politik des giving back – nämlich aus der Diaspora in das Heimatland).

### Famine Early Warning Systems Network
Das Famine Early Warning Systems Network (FEWS NET) ist ein von USAID finanziertes Frühwarnsystem für Hungersnöte. Im Netzwerk arbeiten internationale, regionale und nationale Partner zusammen. FEWS NET-Mitarbeiter sind in Afrika, Zentralamerika, Haiti, Afghanistan und den Vereinigten Staaten stationiert, um die Daten auszuwerten. FEWS NET bietet politischen Entscheidungsträgern Dienstleistungen an, wie monatliche Informationen zu Ernährungssicherheit in 25 Ländern, Prognosen und Notfallmeldungen. Auch erarbeitet FEWS NET Studien, um Programme und Maßnahmen zu unterstützen. FEWS NET bietet auch Hilfe zur Selbsthilfe für andere Frühwarnsysteme und Netzwerke.

### Emerging Pandemic Threats Programme (EPT)
2005 begründete die USAID das Programm EPT–1, 2009 das Programm EPT–2 bzw. PREDICT (1+2) (2009–2019), danach folgten die Programme (ab 2016) Global Virome Project (GVP) und ab 2020 STOP Spillover, ab 2021 DEEP VZN.
Partnerorganisationen der Emerging-Pandemic-Threats-Programme sind U.S. Centers for Disease Control and Prevention (CDC), Food and Agricultural Organisation (FAO), World Health Organization (WHO).
Das Projekt PREDICT sowie das Nachfolgeprogramm Global Virome Project wurde von Jonna Mazet, Universität Californien (UC Davis) begleitet, geleitet wird das Projekt von Dennis Carroll. Carroll und Daszak (EcoHealth Alliance) gelten als Väter des Projekts.
Dass eine Coronaviren-Übertragung durch chinesische Fledermäuse auf den Menschen eine pandemische Bedrohung darstelle, wurde bereits 2013 von Peter Daszak postuliert und eine entsprechende Forschung im Rahmen der Emerging Pandemic Threats PREDICT Initiative von der USAID kofinanziert. Eine weitere einschlägige Forschungsarbeit von 2015 A SARS-like cluster of circulating bat coronaviruses shows potential for human emergence wurde im Rahmen des EPT-PREDICT-Programmes von der USAID/EcoHealth Alliance finanziert.
Aufgrund von Sicherheitsbedenken wurde das Programm Deep VZN Ende 2023 eingestellt.
Der Budgetrahmen für das Global Virome Project wurde mit 3,7 Milliarden Dollar (ab 2018 für 10 Jahre) beziffert.

### One Health (Global Health Agenda)
Die Implementierung des One-Health-Ansatzes innerhalb der unterschiedlichsten Staaten mit dem Ziel der Stärkung und der Durchsetzung der Internationalen Gesundheitsvorschriften (IHR 2005) wird von der USAID Emerging Threats Division mitfinanziert.

## Aktivitäten in einzelnen Regionen

### Russland
USAID unterstützte in Russland Nichtregierungsorganisationen (NGO) finanziell bei ihrer Arbeit. Im September 2012 teilte das russische Außenministerium die Ausweisung der Mitarbeiter von USAID mit, weil sich die Behörde in den politischen Prozess im Land eingemischt habe. Die Organisation habe Gelder an verschiedene Organisationen gegeben, um unter anderem die Wahlen zu beeinflussen. USAID arbeitete seit zwanzig Jahren in Russland.
USAID unterstützte die einzige unabhängige Wahlbeobachtergruppe in Russland Golos. Golos hatte bei den Parlamentswahlen im Dezember 2011 von zahlreichen Betrugsfällen berichtet. Mehr als ein Drittel der Mittel von USAID floss in Gesundheits- und Umweltprogramme.

### Ukraine
USAID unterstützte die Ukraine seit 1992 mit einem Betrag von ca. 1,8 (lt. eigenen Angaben) bis zu etwa 3 Milliarden US-Dollar (etwa zwei Drittel der US-Gesamthilfe, die sich nach Victoria Nuland bis 2013 auf über 5 Milliarden Dollar belief). Eine Schlüsselrolle spielte dabei seit 2001 der Western NIS Enterprise Fund (WNISEF), der von USAID finanziert wurde, um die private Wirtschaft in der Ukraine zu fördern. Die inzwischen z. T. verloren gegangenen Einlagen von USAID und anderen US-Institutionen in diesen Fonds wurden gegen Entgelt von einer privaten Gesellschaft (Horizon Capital) verwaltet, die 2006 von der Investmentbankerin Natalija Jaresko, einer seit 1992 für das US-Außenministerium in der Ukraine tätigen Expat, gegründet und geleitet wurde. Diese wurde am 2. Dezember 2014 zur Finanzministerin der Ukraine ernannt und erhielt am gleichen Tag die ukrainische Staatsbürgerschaft.
Die Washington Post beschrieb 2004 die Arbeit für die Durchführung freier und fairer Wahlen mit Wahlbeobachtung durch USAID und Eurasia Foundation. Die Organisation förderte Ableger der Pora!-Partei sowie die Jugendorganisationen der nationalistischen Parteien und förderten die Beobachtung der Wahlen in der Ukraine und unabhängigen Journalismus. Die Empfänger der Zuwendungen wurden jedoch verschleiert bzw. erst mit großer zeitlicher Verzögerung offengelegt. Dazu gehörte auch die Stiftung Open Ukraine von Arsenij Jazenjuk. Russland investierte rund 130 Millionen Dollar pro Jahr schwerpunktmäßig in der Ukraine, Georgien und Moldawien.
Im Rahmen des bis 2016 laufenden FAIR-Programms sollte die Professionalität der ukrainischen Justiz gestärkt werden; dabei unterstützte USAID auch die Vorbereitung von Gesetzesentwürfen und Regulierungen durch die private Chemonics International, Inc.
2022 beteiligte sich USAID im Rahmen des Programms Wettbewerbsfähige Wirtschaft der Ukraine zusammen mit ukrainischen Wirtschaftsverbänden an der Ausarbeitung des Gesetzes 5371, das eine Deregulierung des ukrainischen Arbeitsmarktes und andere neoliberale Reformen einschließlich eines Streikverbots für etwa 70 Prozent der Betriebe vorsieht.
Das Einfrieren der Zahlungen der Entwicklungshilfebehörde USAID durch die US-Regierung unter Donald Trump 2025 hat nach einer internen Analyse des deutschen Bundesentwicklungsministeriums (BMZ) bei einem dauerhaften Rückzug der USA aus der Entwicklungshilfe für die Ukraine durch den russischen Angriffskrieg seit 2022 besonders harte Folgen. Im Jahr 2023 habe die Ukraine 16,6 Milliarden Dollar von USAID bekommen, mehr als jedes andere Land. Die dauerhafte Beendigung dieser Zahlungen hätte in der Ukraine massive Auswirkungen auf die Stromversorgung, Wärmeversorgung, die Unterstützung von Schulen, Krankenhäusern und auf die Versorgung von Geflüchteten im Land.

### Georgien
Georgien sollte seit 2001 von USAID zu einem Modellland für die Region ausgebaut werden. Dazu dienten Interventionen in Justiz, Verwaltung und Politik sowie die Unterstützung der Zivilgesellschaft und privater Medien. Mit 14 Millionen Dollar wurde die Durchführung der Wahlen 2012 unterstützt, die mit einer Rekordbeteiligung verliefen. USAID stellte dabei ein „competitive electoral environment“ sicher. 2019–2024 wurde ein Projekt u. a. zur Verhinderung von Produktpiraterie und zum Schutz geistigen Eigentums der USA finanziert.

### Thailand

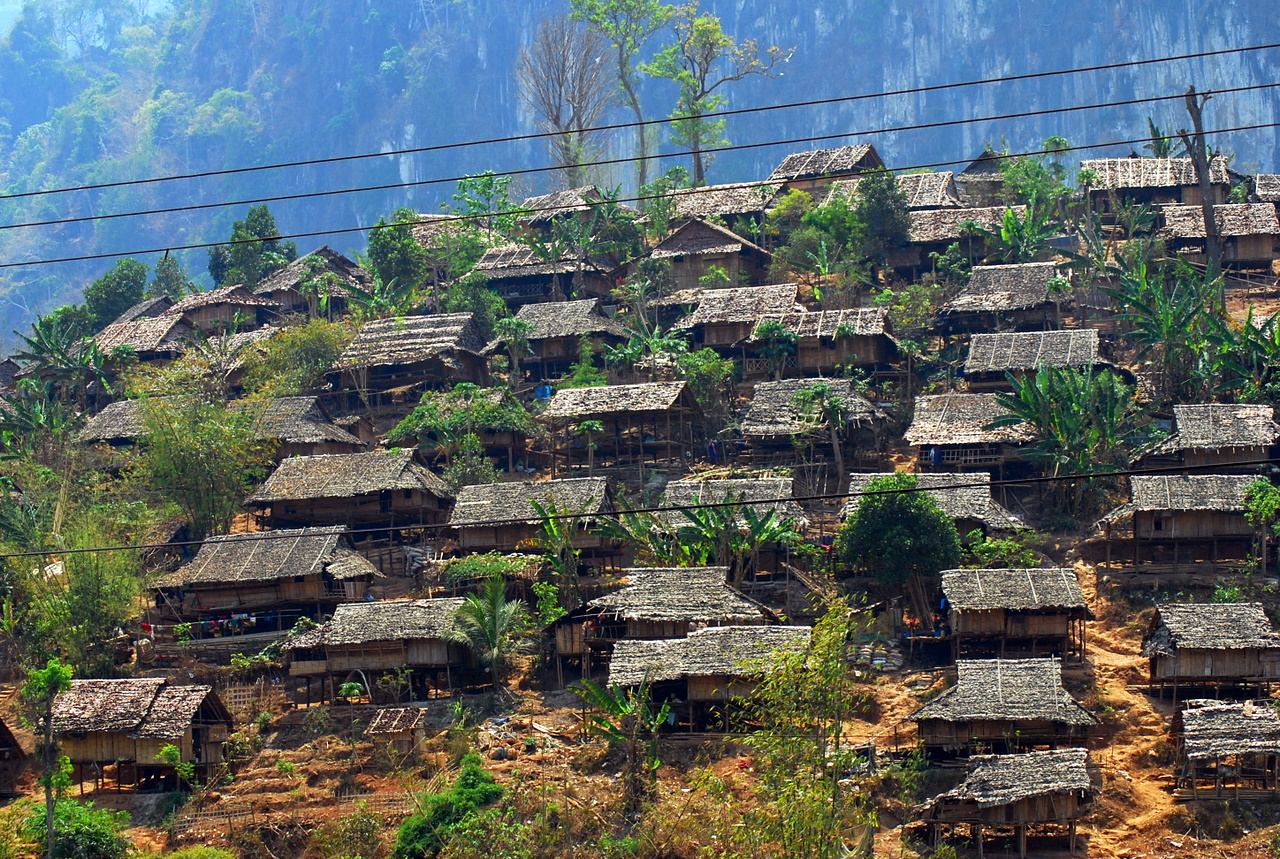
Das Lager Mae La in Tak Provinz, Thailand wurde von der USAID finanziert.

USAID griff in den Konflikt in Myanmar ein, indem sie Flüchtlingslager der Karen in Thailand förderte, besonders in der Provinz Tak, Bezirk Mae Sot, und in der Provinz Mae Hong Son, z. B. das Flüchtlingslager Mae La. USAID unterstützte besonders die Hilfsorganisation The Boder Consortium, ein Zusammenschluss christlicher Gemeinden in Bangkok, welche den Lagerbetrieb finanzierte, und das International Rescue Committee, das Krankenhäuser und Kliniken in den Lagern betrieb. Diese Lager dienten als Rückzugsgebiete z. B. der Karen National Liberation Army oder der Shan State Army-South. Laut Betreiber der Karen Flüchtlingslager The Border Consortium in Thailand übernahm die amerikanische Regierung 2023 60 % der Kosten der Lager. Deren Bildung wurde von der Karen National Union organisiert und von der USAID unterstützt.
Die Hilfe der USAID stand 2025 in der Kritik. Eigentlich sollte den Lagerbewohnern eine Übersiedlung in die USA ermöglicht werden, für bis zu 10.000 Bewohner sollte pro Jahr die Ausreise organisiert und finanziert werden. Kritiker behaupten, nur durch die Hilfe der USAID erhielten sich die Lager. Gäbe es sie nicht, hätten sich die Bewohner, die teilweise seit 40 Jahren in den Lagern leben, Alternativen suchen müssen – entweder nach Myanmar zurückzukehren oder aber in Thailand eine Beschäftigung zu suchen. Nach Schätzungen leben und arbeiten Millionen Flüchtlinge aus Myanmar außerhalb von Lagern in Thailand, teilweise legal – aber auch illegal.

### Zentralasien
In mehreren Ländern Zentralasiens baut USAID eine Internet-Infrastruktur („Freenet“) auf, die auch der Auftragsvergabe von Aufträgen von US-Firmen an lokale Unternehmen dient. Zugleich sollen damit staatliche TV-Monopole aufgebrochen werden.

### Lateinamerika
Den Schwerpunkt der Aktivitäten von USAID bildete von Anfang an Lateinamerika. Seit langer Zeit werfen Beobachter USAID jedoch vor, sich häufig für Zwecke der US-Außenpolitik und insbesondere der Geheimdienste missbrauchen zu lassen. Weiterhin wird festgestellt, dass USAID in Lateinamerika kaum mit den dort vorhandenen komplexen multilateralen Strukturen wie der OAS kooperiert. Explizit verweigert USAID die Kooperation mit der CELAC. Stattdessen verlässt sie sich auf ein Netz eigener Nichtregierungsorganisationen und Stiftungen als lokale Projektpartner, die ihren Hauptsitz jedoch in den USA haben. Die 2003 gegründete, von USAID und Konrad-Adenauer-Stiftung finanzierte Fundación CADAL (Centro para la Apertura y el Desarrollo de América Latina) versteht sich als Gegengewicht zur CELAC.
Im Juni 2012 unterzeichneten die Außenminister Boliviens, Kubas, Ecuadors, der Dominikanischen Republik, Nicaraguas und Venezuelas eine Resolution über die Ausweisung von Mitarbeitern der USAID aus den ALBA-Staaten, weil USAID die politische Opposition fördere, mit den US-Geheimdiensten zusammenarbeite und sich ihrer Meinung an der Destabilisierung gewählter Regierungen beteilige. Dieses Bild bestätigte sich im April 2014, als bekannt wurde, dass USAID auf Kuba systematisch versucht hatte, mittels eines eigens eingerichteten Microbloggingdienstes die politische Lage zu destabilisieren, um einen „kubanischen Frühling“ zu initiieren. Der damalige Leiter von USAID, Rajiv Shah, stand seit Bekanntwerden der Affäre in der Kritik. Da Kuba und die USA die gerade begonnene Annäherung nicht gefährden wollten, räumte Shah im Februar 2015 in aller Stille seinen Posten.
Boliviens Präsident Evo Morales verwies USAID am 2. Mai 2013 seines Landes und bezog sich dabei auf eine Aussage von US-Außenminister John Kerry, der Südamerika als den „Hinterhof“ der USA bezeichnet hatte. Er warf der Organisation weiterhin vor, lokale Gruppierungen zu manipulieren, um Bolivien zu destabilisieren.
Ein Schwerpunkt der Aktivitäten in El Salvador (und auch in Honduras und Guatemala) war der Kampf gegen jugendliche Drogenbanden durch einen Mix aus Repression und Prävention in Form von Erziehung und Ausbildung. Die Banden rekrutieren sich z. T. aus zwangsweise repatriierten illegalen salvadorianischen, aber auch honduranischen, guatemaltekischen usw. Einwanderern in die USA und anderen Rückwanderergruppen. Auch in dem US-Regierungsprogramm Partnership for Growth für El Salvador, das eine Reihe von „security activities“ zur Drogenkriminalitäts- und Bandenbekämpfung beinhaltete, wirkte USAID mit.

## Kritik
USAID stand wiederholt in der Kritik, nicht nur Entwicklungshilfe, sondern auch Spionage und politische Einflussnahme zu betreiben. USAID ist nach den Worten ihres früheren Sekretärs Andrew S. Natsios (2001–2006) das „am häufigsten eingesetzte Instrument, wenn die Mittel der Diplomatie nicht mehr ausreichen und die Anwendung militärischer Gewalt zu riskant erscheint.“

### Versuchte Destablisierung der Regierung Cubas
So soll die USAID versucht haben, mit Hilfe des Textnachrichten-Projekts ZunZuneo Kubaner zum Widerstand gegen ihre kommunistische Regierung zu ermutigen. Um die Herkunft des Projektes zu verschleiern, sollen Tarnfirmen in Spanien und auf den Cayman-Inseln betrieben worden sein. Dabei wurden Textnachrichten von Kubanern erfasst, gespeichert und ausgewertet. USAID ließ laut einem Medienbericht einen twitterähnlichen Kurznachrichtendienst für Kuba entwickeln, der Zehntausende Nutzer gewann. Ziel: das Castro-Regime zu destabilisieren.

### Einflussnahme auf Wahlen in Russland
Matt Taibbi verbreitete die Darstellung, dass USAID die Wahl Anatoli Tschubais unterstützt habe.

### Verbreitung von genmodifizierten Pflanzen und Saatgutpatenten
Die Rolle von USAID bei der Ernährungssicherung wird vielfach kritisiert, da sie einseitig die Interessen amerikanischer Agrarkonzerne durchsetze.
- In Südafrika wurde die von USAID geplante Verbreitung einer gentechnisch veränderten Kartoffelsorte verhindert.[110]
- Im Irak wurde USAID 2003 mit der Durchsetzung von Reformen in der Landwirtschaft beauftragt, die aus ökologischer und sozialer Sicht kritisiert werden.[111]
- In Indien traf 2010 der Versuch der Einführung einer von Monsanto entwickelten transgenen Aubergine durch USAID auf heftigen Widerstand der Kleinbauern und des Umweltministeriums.[112]

### Anti-Prostitutions-Klausel bei  Fördermitteln zur Prävention und Bekämpfung von HIV/AIDS
Das Profil der Gesundheitsprogramme von USAID in El Salvador ist wiederholt in die Kritik geraten. So war USAID seit 2003 bis zur Aufhebung dieser Regel durch das oberste Bundesgericht der USA im Jahr 2013 verpflichtet, Fördermittel zur Prävention und Bekämpfung von HIV/AIDS nur unter einer Anti-Prostitutions-Klausel (Anti-Prostitution-Pledge) zu vergeben, welche die „Ausrottung“ der Prostitution forderte. Das trug zur Kriminalisierung, Verhaftung und Ausgrenzung von Prostituierten bei.

### Medienmanipulation in Nicaragua zwecks Oppositionsstärkung
In Nicaragua stellte die Behörde seit 2015 einer nach der ehemaligen Präsidentin Violeta Barrios de Chamorro benannten Stiftung rund 6 Millionen US-Dollar zur Verfügung. Das Geld wurde an Medienvertreter weitergeleitet, die in Opposition zum amtierenden Staatsoberhaupt Daniel Ortega stehen.

### Sterilisation von Frauen in Peru
„USAID has come under criticism for its efforts and the local organizations and government it chooses to work with. For example, the ethics of the agency came under scrutiny in 1998 when reports from Peru indicated that USAID money had helped support that country´s government´s efforts to coerce or trick women into being surgically sterilized.“